# El presoner de Chillon
El presoner de Chillon (en francès, Le prisonnier de Chillon) és una pintura del romàntic francès Eugène Delacroix que il·lustra un poema del cèlebre Lord Byron, romàntic contemporani al pintor. El quadre es troba al museu del Louvre, a París.

## Tema
Delacroix s'inspira per aquest quadre en un poema de l'anglès Lord Byron. Aquest parla de Francesco Bonivardo, un polític genovès del segle xvi que es va oposar al poder i, a causa d'això, va ser empresonat al castell de Chillon, al llac Léman, on va veure la mort del seu germà.
No és l'única vegada que Delacroix s'inspira en la literatura per a un quadre, ni l'única que s'inspira en Lord Byron (el quadre La mort de Sardanàpal també està inspirat en un poema seu). També s'inspira en altres autors de la seva època, com per exemple a L'abducció de Rebeca (basat en Ivanhoe de Walter Scott) o en els de l'antiga Grècia i Roma, com és el cas, per exemple, de La barca de Dante, a l'inici de la seva carrera, o de Medea furiosa, al final. Tanmateix, el pintor va aconseguir una cosa menys habitual, com és el fet que es produís el cas contrari, ja que un escriptor de la seva època es va basar en un quadre seu per a una obra literària. És el cas de La llibertat guiant el poble, que va inspirar Victor Hugo per a escriure Els miserables, i en particular el personatge de Gavroche a partir del nen amb pistoles.
Delacroix s'interessa pels temes dràmatics i en aquest cas el que l'atrau és la violència sobre el presoner i la seva impotència.

## Descripció
El quadre mostra l'interior d'una masmorra. A la dreta, en primer pla, hi ha un home amb barba llarga, amb el cos en tensió, que intenta dirigir-se cap a un altre home, però una cadena li ho impedeix. A l'esquerra, més enrere, jeu l'altre home, enrotllat sobre si mateix, quiet, amb la roba trencada i els ulls tancats. Les dues figures s'oposen en el sentit que una està completament en tensió mentre que l'altra és tranquil·la, provocant així que ressalti més l'intent de moviment de l'altra. El germà que mor és molt proper, i nogensmenys inaccessible.

## Composició
El quadre està compost basant-se en un eix diagonal format pel peu esquerre del pres que es recolza sobre la columna, el seu cos, els braços -l'esquerre enganxat al cos i el dret vers el seu germà- i la mirada -el cap- en la mateixa direcció. Aquests elements són desesperadament tensos. La mirada del pres no va directament a l'altre home sinó que continua imaginàriament la direcció d'aquesta diagonal.

## Estil
Es tracta d'un quadre fosc, en relació amb els altres de l'autor, ja que representa que és a les fosques. L'ull s'acostuma a la penombra i, a poc a poc, l'espectador comença a discernir els detalls i el cos en tensió del detingut. Una llum tènue destaca la diagonal central de l'estructura del quadre, mentre el germà queda a les fosques. Delacroix fa servir contrastos de llums i ombres, o de penombres, amb colors ocres, marrons i molt de negre. Delacroix no reuncia a les seves característiques taques de color, però en aquest cas es limita al blanc de la camisa del pres, que conté també una mica de blau. Els tons terrossos predominants contribueixen a l'expressivitat animal lligada a la captivitat.